# Mesoprionus angustatus
Mesoprionus angustatus là một loài bọ cánh cứng trong họ Cerambycidae.